# Irlandzkie szczęście
Irlandzkie szczęście (ang. The Luck of the Irish, 2001) – amerykański film familijny.
Film w Polsce po raz pierwszy wyemitowano 7 lipca 2005 w TVP2 w wersji lektorskiej, zaś z polskim dubbingiem miał premierę 27 marca 2010 na Disney Channel, zaś 8 lipca 2010 premiera odbyła się na Disney XD.

## Fabuła
Kyle Johnson jest prawdziwym szczęściarzem: ma dobre oceny w szkole, osiąga sukcesy w sporcie, uwielbiają go koledzy, dziewczyny do niego wzdychają, a rodzice – Kate i Ben – są dumni ze swego jedynego dziecka. Kyle wątpi, że jego szczęście jest zasługą monety, którą mama dała mu w dzieciństwie i którą nosi na szyi, ale na wszelki wypadek nie zdejmuje monety z rzemyka. W szkole rozpoczynają się przygotowania do Dnia Dziedzictwa. Uczniowie muszą zaprezentować kraj swoich przodków. Kyle usiłuje dowiedzieć się od rodziców, skąd jego pradziadowie przybyli do USA, ale Bob i Kate wyraźnie nie chcą udzielić odpowiedzi. Pewnego dnia zauważa na ulicy plakaty reklamujące występy irlandzkich artystów. Plakaty ozdabiał obraz monety, jaką Kyle nosił na szyi. Wraz ze swym przyjacielem, Russellem, idzie na festyn.Spotyka tam dziwnego staruszka, który szybko znika. Ogląda też pokaz tańca irlandzkiego-stepu-i odkrywa, że sam umie go tańczyć,choć tak naprawdę nigdy się go nie uczył. Następnego ranka matka niespodziewanie wyjawia mu, że pochodzi z Irlandii. Od tej chwili zaczynają dziać się dziwne rzeczy. Prześladuje go ogromny pech, ponosi klęskę na meczu, a wreszcie kłóci się z jedną z koleżanek, Bonnie Lopez. Natomiast jego matka zaczyna wprowadzać do domu irlandzkie potrawy i zwyczaje. Następnego dnia Kyle stwierdza, że ktoś ukradł jego złotą monetę. Od tego momentu zaczyna maleć, jego włosy rudzieją, uszy przybierają spiczasty kształt, jak u elfów, a gdy wraca do domu, okazuje się, że jego matka skurczyła się do rozmiarów krasnoludka. Mama wyjawia mu, że pochodzi z plemienia krasnoludków, ale musiała porzucić Irlandię, ponieważ zakochała się w zwykłym człowieku. Mówi mu też, że aby szczęście wróciło Kyle musi odzyskać monetę. O kradzież podejrzewa swojego ojca. Kyle odnajduje dziadka w fabryce chipsów. Dziadek mówi mu, że nie ukradł monety, ale podejrzewa, kto to mógł zrobić. Tym złodziejem był Seamus,tancerz z festynu. Kyle zakłada się z nim (Seamus uwielbia zakłady) o to, że pokona go w sportach i wtedy odzyska monetę. Dochodzi do remisu. Kyle proponuje mu jeszcze jeden zakład, że pokona go w koszykówce bez szczęśliwej monety. Kyle odzyskuje monetę. Pod koniec filmu na Dniu Dziedzictwa tańczy narodowy taniec irlandzki -step- i śpiewa ze wszystkimi pieśń „This land is your land”.

## Obsada
- Ryan Merriman jako Kyle Johnson
- Alexis Lopez jako Bonnie Lopez
- Timothy Omundson jako Seamus McTiernen
- Henry Gibson jako Reilly O’Reilly
- Thurl Bailey jako pan Halloway
- Brett Yoder jako Drake Whitley
- Charles Halford jako McDermott
- Duane Stephens jako Patrick
- Paul Kiernan jako Bob Johnson
- Marita Geraghty jako Kate O’Reilly Johnson
- Glenndon Chatman jako Russell Halloway

## Wersja polska
Wersja polska: Sun Studio Polska

Reżyseria: Agnieszka Zwolińska

Dialogi: Kamila Klimas-Przybysz

Wystąpili:
- Kajetan Lewandowski – Kyle Johnson
- Wojciech Paszkowski – Dziadek Kyle’a
- Waldemar Barwiński – Szemrus
- Mieczysław Morański – Ojciec Kyle’a
- Izabela Dąbrowska – Mama Kyle’a
- Wojciech Rotowski – Russell
- Katarzyna Łaska – Alexis Lopez
- Jakub Szydłowski – Ojciec Russella
- Cezary Nowak
- Cezary Kwieciński – Trener koszykarzy
- Julia Kołakowska – przewodnik wycieczki
- Grzegorz Drojewski

i inni
Lektor: Paweł Bukrewicz